# Maunt Vitni
Maunt Vitni (pajute: Too-man-i-goo-yah) najviša je planina u kontinentalnoj glavnini Sjedinjenih Država i Sijera Nevadi, sa nadmorskom visinom od 14.505 ft (4.421 m). Nalazi se u istočno-centralnoj Kaliforniji, na granici između kalifornijskih okruga Injo i Tulari, 84,6 mi (136,2 km) zapadno-severozapadno od najniže tačke Severne Amerike u basenu Badvater u Nacionalnom parku Doline smrti na 282 ft (86 m) ispod nivoa mora. Zapadna padina planine nalazi se u Nacionalnom parku Sekvoja, a vrh je južni kraj staze Džon Mjur, koja se proteže na 211,9 mi (341,0 km) od Hepi ostrva u dolini Josemita. Istočna padina se nalazi u Nacionalnoj šumi Injo u okrugu Injo.

## Geografija
Vrh planine Vitni nalazi se na grebenu Sijera Kresta i Velikoj slivnoj podeli. On leži u blizini većine najviših vrhova Sijera Nevade. Vrh se dramatično uzdiže iznad doline Ovens, koji sedi na 10.778 ft (3.285 m) ili nešto više od dve milja iznad grada Loun Pajn, 15 milja istočno u dolini Ovens. Postepenije se podiže na zapadnoj strani, ležeći samo oko 3.000 ft (910 m) iznad Džon Mjur staze kod jezera Gitar.
Planina je delimično u obliku kupole, sa svojim nazubljenim grebenima koji se protežu na bokovema. Planina Vitni je iznad granice šume i ima alpsku klimu i ekologiju. Veoma malo biljaka raste blizu vrha: jedan primer je Polemonium eximium, jastučna biljka koja raste nisko pri zemlji. Jedine životinje su prolazne, poput leptira Parnassius phoebus i sivokrune ružičaste zebe.

### Merenja nadmorske visine
Procenjena visina vrha planine Vitni menjala se tokom godina. Tehnologija merenja visine postala je rafiniranija, i što je još važnije, vertikalni koordinatni sistem se promenio. Obično se navodilo da je vrh na visini od 14.494 ft (4.418 m) i ovo je nadmorska visina utisnuta na USGS mesingani referentni disk na vrhu. Na starijoj ploči na vrhu (lim sa crnim slovima na belom emajlu) stoji „kota 14.496,811 stopa”, ali ovo je procenjeno koristeći starije vertikalne podatke (NGVD29) iz 1929. Od tada je oblik Zemlje (geoid) tačnije procenjen. Korišćenjem novih vertikalnih podatka uspostavljenih 1988. godine (NAVD88), sada se procenjuje da je referentna vrednost 14.505 ft (4.421 m).

## Geologija
Istočna padina Vitnija daleko je strmija od zapadne, jer je čitava Sijera Nevada rezultat rasednog bloka koji je analogan vratima podruma: šarke vrata su na zapadu, a vrata se polako podižu na istoku.
Uspon je uzrokovan sistemom raseda koji se proteže duž istočne baze Sijere, ispod planine Vitni. Stoga, granit koji formira planinu Vitni je isti granit koji formira Alabama Hils, hiljadama stopa niže. Podizanje Vitnija (i pad doline Ovens) nastao je zbog istih geoloških sila koje su oblikovale celokupnu Bejsin end Rejndž provinciju: kora većeg dela intermontanskog zapada polako se rasteže.
Granit koji formira planinu Vitni deo je batolita Sijera Nevade. U doba krede, mase rastopljene stene proistekle iz subdukcije uzdizale su se ispod današnjeg Vitnija i učvrstile se pod zemljom da bi stvorile velika prostranstva granita. U poslednjih 2 do 10 miliona godina Sijera je potisnuta nagore, što je omogućilo ledenjačkoj i rečnoj eroziji da ogoli gornje slojeve stena da bi se otkrio otporni granit koji danas čini planinu Vitni.

## Klima
Maunt Witni ima klimu alpske tundre (ET) prema Kepenovoj klasifikaciji klime. Klimatska tabela sadrži interpolisane podatke za područje ispod vrha.
Letnje temperature su veoma promenljive, u rasponu od ispod zaleđavajućih do najviših oko 80 °F (27 °C) tokom ekstremnih toplotnih talasa u dolini Ovens.
Na osnovu opsega od najviše prosečne visoke temperature od 25,7 °F (−3,5 °C) do najniže prosečne najniže temperature od 4,2 °F (−15,4 °C) za zimske temperature u tabeli (decembar do marta), svakih 1 in (25 mm) tečnih padavina korespondira sa približno 15—40 in (380—1.020 mm) snega, a niže temperature proizvode veće dubine snega.
| Klima Latituda: 36.5786, Longituda: -118.2920, Elevacija: 13346ft (4068m) — 30-godišnje normale, 1981-2010 | Klima Latituda: 36.5786, Longituda: -118.2920, Elevacija: 13346ft (4068m) — 30-godišnje normale, 1981-2010 | Klima Latituda: 36.5786, Longituda: -118.2920, Elevacija: 13346ft (4068m) — 30-godišnje normale, 1981-2010 | Klima Latituda: 36.5786, Longituda: -118.2920, Elevacija: 13346ft (4068m) — 30-godišnje normale, 1981-2010 | Klima Latituda: 36.5786, Longituda: -118.2920, Elevacija: 13346ft (4068m) — 30-godišnje normale, 1981-2010 | Klima Latituda: 36.5786, Longituda: -118.2920, Elevacija: 13346ft (4068m) — 30-godišnje normale, 1981-2010 | Klima Latituda: 36.5786, Longituda: -118.2920, Elevacija: 13346ft (4068m) — 30-godišnje normale, 1981-2010 | Klima Latituda: 36.5786, Longituda: -118.2920, Elevacija: 13346ft (4068m) — 30-godišnje normale, 1981-2010 | Klima Latituda: 36.5786, Longituda: -118.2920, Elevacija: 13346ft (4068m) — 30-godišnje normale, 1981-2010 | Klima Latituda: 36.5786, Longituda: -118.2920, Elevacija: 13346ft (4068m) — 30-godišnje normale, 1981-2010 | Klima Latituda: 36.5786, Longituda: -118.2920, Elevacija: 13346ft (4068m) — 30-godišnje normale, 1981-2010 | Klima Latituda: 36.5786, Longituda: -118.2920, Elevacija: 13346ft (4068m) — 30-godišnje normale, 1981-2010 | Klima Latituda: 36.5786, Longituda: -118.2920, Elevacija: 13346ft (4068m) — 30-godišnje normale, 1981-2010 | Klima Latituda: 36.5786, Longituda: -118.2920, Elevacija: 13346ft (4068m) — 30-godišnje normale, 1981-2010 |
| Pokazatelj \ Mesec                                                                                         | .Jan. | .Feb. | .Mar. | .Apr. | .Maj. | .Jun. | .Jul. | .Avg. | .Sep. | .Okt. | .Nov. | .Dec. | .God. |
| --- | --- | --- | --- | --- | --- | --- | --- | --- | --- | --- | --- | --- | --- |
| Maksimum, °C (°F)                                                                                          | −4,5 (23,9)                                                                                                | −4,9 (23,2)                                                                                                | −3,5 (25,7)                                                                                                | −0,3 (31,4)                                                                                                | 3,8 (38,9)                                                                                                 | 8,7 (47,7)                                                                                                 | 12,3 (54,1)                                                                                                | 12,1 (53,7)                                                                                                | 9 (48,2)                                                                                                   | 4,8 (40,6)                                                                                                 | −1 (30,2)                                                                                                  | −4,7 (23,5)                                                                                                | 2,65 (36,76)                                                                                               |
| Prosek, °C (°F)                                                                                            | −9,4 (15,0)                                                                                                | −10,2 (13,7)                                                                                               | −9,1 (15,6)                                                                                                | −6,7 (20,0)                                                                                                | −2,3 (27,9)                                                                                                | 2,7 (36,9)                                                                                                 | 6,5 (43,7)                                                                                                 | 5,9 (42,7)                                                                                                 | 2,9 (37,3)                                                                                                 | −1,2 (29,9)                                                                                                | −6,2 (20,9)                                                                                                | −9,3 (15,2)                                                                                                | −3,03 (26,57)                                                                                              |
| Minimum, °C (°F)                                                                                           | −14,4 (6,1)                                                                                                | −15,4 (4,2)                                                                                                | −14,7 (5,6)                                                                                                | −13 (8,6)                                                                                                  | −8,4 (16,9)                                                                                                | −3,3 (26,1)                                                                                                | 0,7 (33,3)                                                                                                 | −0,2 (31,7)                                                                                                | −3,1 (26,4)                                                                                                | −7,1 (19,2)                                                                                                | −11,3 (11,7)                                                                                               | −13,9 (6,9)                                                                                                | −8,67 (16,39)                                                                                              |
| Količina padavinamm (in)                                                                                   | 196,9 (7,75)                                                                                               | 189 (7,44)                                                                                                 | 133,6 (5,26)                                                                                               | 84,6 (3,33)                                                                                                | 45,5 (1,79)                                                                                                | 24,9 (0,98)                                                                                                | 24,6 (0,97)                                                                                                | 19,6 (0,77)                                                                                                | 25,4 (1,00)                                                                                                | 45,5 (1,79)                                                                                                | 108,5 (4,27)                                                                                               | 166,1 (6,54)                                                                                               | 1.064,2 (41,89)                                                                                            |
| Izvor: PRISM Climate Group                                                                                 | | | | | | | | | | | | | |

## Literatura
- Thompson, Doug; Elisabeth Newbold (1997). Mount Whitney: Mountain Lore from the Whitney Store. Westwind Publishing Company. ISBN 978-0-9653596-0-3.
- Porcella, Stephen; Burns, Cameron (1998). Climbing California's Fourteeners: The Route Guide to the Fifteen Highest Peaks. Mountaineers Books. стр. 55. ISBN 0-89886-555-7.
- Wallace, William B. (1902). „A Night On Mt. Whitney”. "Too-man-i-goo-yah"#v=onepage&q="Too-man-i-goo-yah"&f=false Mt. Whitney Club Journal. 1. Visalia, CA: Mt. Whitney Club. стр. 8—9.

## Spoljašnje veze
- „Mt. Whitney Trail”. Inyo National Forest.
- „Mt Whitney Hikers Association”.
- „Whitney Portal Store”.
- Gilman, D. C.; Thurston, H. T.; Colby, F. M., ур. (1905). „Whitney, Mount”. New International Encyclopedia (I изд.). New York: Dodd, Mead.